# Angelo Terracenere
Angelo Terracenere (Molfetta, 22 settembre 1963) è un allenatore di calcio ed ex calciatore italiano, di ruolo centrocampista, vice del Molfetta Calcio Juniores.

## Carriera

### Giocatore
È un prodotto del vivaio del Bari, che nel 1983 lo gira in prestito al Monopoli dove rimane per due stagioni prima di fare ritorno al Bari nel 1985. Dopo otto stagioni trascorse nel capoluogo pugliese tra Serie A e Serie B, viene ceduto nel 1993 al Pescara; con gli abruzzesi disputa sei stagioni fino al 1999, quando in un'amichevole contro la Virtus Lanciano, Gianluca Colavitto con una entrata in ritardo, rompe la caviglia destra al giocatore del Pescara, compromettendogli la carriera calcistica, che giunge al termine.

### Allenatore
Dopo una parentesi nel 2000 da direttore sportivo della Nuova Nardò, dal 2003 intraprende la carriera di allenatore, sedendosi sulle panchine di diverse compagini pugliesi minori.
Dal 7 gennaio 2011 siede sulla panchina dell'Atletico Mola. Ad agosto 2011, viene chiamato dalla dirigenza della nuova società di calcio altamurana, lo Sporting Altamura. Da luglio 2012 è il nuovo tecnico dell'Atletico Vieste, squadra che milita nel campionato di Eccellenza Pugliese. Per una parte di stagione 2013-2014 ha allenato il FBC Gravina militante in Promozione Pugliese.
Dal 1º agosto 2014 è tecnico della nuova società giovanile Audace Molfetta, dove allena con altri ex-calciatori molfettesi.
Dal 7 settembre 2019 è allenatore della categoria under 12 e Direttore Tecnico di tutta la società giovanile del Molfetta Calcio.

## Palmarès

### Giocatore

#### Competizioni nazionali
- Campionato italiano Serie C1: 1

Bari: 1983-1984 (girone B)

#### Competizioni internazionali
- Coppa Mitropa: 1

Bari: 1990